# نيناد سافيتش
نيناد سافيتش هو لاعب كرة قدم سويسري في مركز الوسط، ولد في 28 يناير 1981 في جمهورية يوغوسلافيا الاشتراكية الاتحادية. شارك مع منتخب سويسرا تحت 21 سنة لكرة القدم. أما مع النوادي، فقد لعب مع نادي بازل ونادي ثون ونادي غراسهوبر زيوريخ ونادي لوزيرن ونادي نوشاتل زاماكس ونادي هبوعيل إيروني كريات شمونة ونادي ويل.